# Złotowo (Tuczno)
Złotowo (deutsch Flathe, früher Flatow) ist ein Dorf in der Landgemeinde (Gmina) Tuczno (Tütz) im Powiat Wałecki  (Deutsch Kroner Kreis)  der polnischen Woiwodschaft Westpommern.

## Geographische Lage
Die Ortschaft liegt im Netzedistrikt im ehemaligen Westpreußen, etwa 27 Kilometer westsüdwestlich von Deutsch Krone (Wałcz), 4 ½ Kilometer nordwestlich von Tütz (Tuczno) und fünf Kilometer südwestlich von Schulenberg (Wrzosy).

## Geschichte
Die Grenzregion des Netzedistrikts, in der das Dorf liegt, hatte ursprünglich zum Herzogtum Pommern gehört, war vorübergehend unter polnische Herrschaft gelangt und dann an die Markgrafen von Brandenburg gekommen. Im Rahmen der Ersten Teilung Polen-Litauens wurde das Dorf 1772 zusammen mit dem Landkreis Deutsch Krone mit Preußen wiedervereinigt.
Das Dorf gehörte früher zur Herrschaft Tütz. Ältere Ortsbezeichnungen sind Zlothowo (Anfang 17. Jh.) und Złotowa (übersetzt: Goldau, 1736). Hier war 1736 kein Vorwerk, und es wohnten hier ein Freischulze, sieben Zinsgärtner, acht Freigärtner und ein Förster. Der Schulze hatte zwei Gärtner.
Besitzer des Forstguts war um 1895 Förster Eduard.
Um 1930 hatte die Gemeinde Flathe eine 8,5 km² große Gemarkungsfläche, und auf dem Gemeindegebiet befanden sich vier Wohnplätze, auf denen insgesamt 34 bewohnte Wohnhäuser standen:
- Bahnhof Schulzendorf (Kr. Deutsch Krone)
- Flathe
- Forsthaus Neumühl
- Forsthaus Schulzendorf

Im Jahr 1945 gehörte Flathe zum Landkreis Deutsch Krone im Regierungsbezirk Grenzmark Posen-Westpreußen der preußischen Provinz Pommern des Deutschen Reichs. Flathe war dem Amtsbezirk Schulzendorf zugeordnet.
Im Februar 1945 wurde Flathe von der Roten Armee besetzt. Nach Beendigung der Kampfhandlungen wurde die Region seitens der sowjetischen Besatzungsmacht zusammen mit ganz Hinterpommern und der südlichen Hälfte Ostpreußens – militärische Sperrgebiete ausgenommen – der Volksrepublik Polen zur Verwaltung überlassen. Es wanderten nun Polen zu. Flathe wurde unter der polnischen Ortsbezeichnung „Złotowo“ verwaltet. Die einheimische Bevölkerung wurde von der polnischen Administration aus Flathe vertrieben.

### Demographie
| Jahr | Einwohner | Anmerkungen |
| ---- | --------- | --- |
| 1783 | –         | adliges Dorf mit einer Wassermühle, Neumühle genannt, zwölf Feuerstellen (Haushaltungen), im Netzedistrikt, Kreis Krone |
| 1818 | 73        | königliches Dorf, Amt Lebehnke                                                                                          |
| 1852 | 146       | Vorwerk |
| 1864 | 112       | darunter 21 Evangelische und 91 Katholiken                                                                              |
| 1910 | 148       | am 1. Dezember, davon 49 Evangelische und 99 Katholiken                                                                 |
| 1925 | 167       | darunter 66 Evangelische und 101 Katholiken                                                                             |
| 1933 | 153       | [ 9 ] |
| 1939 | 173       | [ 9 ] |

## Kirche
Die Protestanten der bis 1945 anwesenden Dorfbevölkerung gehörten zum evangelischen Kirchspiel Tütz.